# Станіслав Лесновольський
Станіслав Лесновольскій гербу Пєржхала (Колюмна) (пол. Stanisław Leśniowolski; ? — 1565) — королівський дворянин (з 1544), староста рожанський і маковський, польний гетьман коронний (1562–1565), каштелян черський і варшавський (1564—1565).

## Життєпис

Походив зі старої родини в Мазовії — гілки Оборських, що писалися з Обор. Син черського старости Миколая, мати невідома.
У 1544 році став дворянином при дворі великого князя литовського Сигізмунда Августа (з 1548 року польського короля Сигізмунда ІІ Августа). У 1553 році обирався послом від Мазовецького князівства на сейм до Кракова. Під час Лівонської війни між Польсько-Литовською і Московською державами Станіслав Лесновольський командував польським допоміжним корпусом, який воював разом з литовським військом проти московських воєвод.
19 серпня 1562 року з загоном (1300 кінноти і 200 піхоти) розгромив у битві під Невелем велику московську рать (бл.25 000) під командуванням князя Андрія Михайловича Курбського, фаворита царя Івана IV Грозного. Того ж року, після смерті Флоріана Зебжидовського, був призначений Сигізмундом ІІ Августом новим польним гетьманом коронним (на той час ця посада називалась «надвірний гетьман»).
У 1564 році був призначений каштеляном черським і варшавським. У листопаді 1564 року на чолі польсько-литовського корпусу (4900 кінноти і 3700 піхоти) безуспішно намагався відбити у московитів Полоцьк. У 1565 році організував рейд на Псков, під час якого поляки і литовці спустошили міські околиці. На початку 1565 року допомагав зі своїм загоном Філону Кміті-Чорнобильському провести рейд по Сіверщині.
Більшість маєтностей мав у Черській землі.

### Сім'я
Був одружений з Анною Мяновською — вдовою Абрагама Ґурського. Діти:
- Кшиштоф — ксьондз, помер перед 1563 роком
- Гієронім — ротмістр кавалерії, чашник варшавський
- правдоподібно, одна донька.[2]